# Poeta laureatus
A poeta laureatus (koszorús költő, latin) A költői versenyek győzteseit az ókori görögök, majd a rómaiak babérlombokkal koronázták meg. A reneszánsz korban ezt a hagyományt mint a legkiválóbb költőnek járó kitüntetést adták. A címmel görög és római mintára, főleg Olaszországban a 13. századig tüntettek ki költőket.
Rómában a Capitoliumon tüntették ki a költészet versenyeinek győztesét koszorúval. Petrarcát például 1341. húsvét vasárnapján koszorúzták meg. Angliában ezt a címet poet laureate-nek nevezték, és a király adományozta; ez a szokás ott a mai napig él. A poeta laureatus a kitüntetés mellé élete végéig évjáradékot kap.